# Dorcadion cinerarium
Dorcadion cinerarium — вид жуків з родини вусачів.

## Поширення
Поширений в Європі і на Кавказі.

## Підвиди
- Підвид: Dorcadion cinerarium caucasicum Küster, 1847 (= Dorcadion caucasicum Küster, 1847) — поширений в Туреччині та Ірані. Жук довжиною від 8 до 16 мм, має чорне забарвлення, перший сегмент вусиків і ноги червоні або чорні, надкрила з білими шовною та крайовою смужками. На надкрилах - оксамитова чорна смужка вздовж шовної смуги, в дрібних точках.
- Підвид: Dorcadion cinerarium cinerarium (Fabricius, 1787) (= Cerambyx cinerarius Gmelin, 1790; Dorcadion impressicolle var. Tokatense Pic, 1901; Dorcadion macropus var. obscurans Pic, 1892; Dorcadion subobesum Pic, 1942; Lamia cineraria Fabricius, 1801; Lamia cinerea Fabricius, 1787; Pedestredorcadion cinerarium cinerarium (Fabricius, 1787)) — поширений в Криму, Україні, Росії і Туреччині.
- Підвид: Dorcadion cinerarium gorodinskii Danilevsky, 1966 (= Pedestredorcadion cinerarium gorodinskii (Danilevsky, 1995)) — поширений в Україні.
- Підвид: Dorcadion cinerarium heinzi Breuning, 1964 — поширений в Туреччині.
- Підвид: Dorcadion cinerarium susheriense Breuning, 1970 (= Dorcadion sinopense susheriense Breuning, 1970) — поширений в Туреччині.